# Letrouitia hafellneri
Letrouitia hafellneri är en lavart som beskrevs av S. Y. Kondr. & Elix. Letrouitia hafellneri ingår i släktet Letrouitia och familjen Letrouitiaceae.   Inga underarter finns listade i Catalogue of Life.